# Султан Дьонді-хатун
Дьонді-хатун — Султан Джалаїридів (Ірак) 1416—1419 років правління.

## Життєпис

### Походження
Донька третього джалаїрського Султана Джалал ад-дін Хусейн I у якого настільки було красиве обличчя, що виходячи на вулицю він його закривав від перехожих. Правив він державою 8 років (1374—1382 рр.), але був страченим своїм братом Гійас ад-дін Ахмадом. Дьонді-хатун вродою вдалася у свого батька й єгипетський Султан Захір Баркук попросив у Султана Ахмада (дядько Дьонді-хатун) її руки. Їх спільне життя було не довгим. По поверненню з Кару до Багдаду, султан Ахмад видав її заміж за свого племінника Шах-Валада.

### Сходження на престол
Після Султан Ахмада, влада у Багдаді знаходилася у Шах-Валада шість місяців. Після вбивства чоловіка, у 1411 р. Дьонді-хатун стала государинею у Багдаді.
Туркменський емір Кар-Юсуф у 1410 р. стратив Султан Ахмада й направив свого сина Шах-Мухаммеда з армією на захоплення Багдаду. Під час облоги разом з шістьма своїми дітьми государині вдалося втекти у Васіт.
З історичних джерел відомо, що Шах-Махмуд деякий час керував державою разом з Дьонді-хатун. Залишивши Багдад, представниця Джалаїрського роду щоб утримати у своїх руках Васіт, Басру, Шустар вела битви з арабським еміром Мані, й утримала ці міста за собою.
Дьонді-хатун користуясь неповноліттям дітей Шах-Валада: Шах-Махмуда, Увайса II й Мухаммеда, керувала державою на свій розсуд.
Під час вторгнення Кара-Коюнлу вона втратила Багдад, але перейшовши на бік Тимура-Шахруха зуміла втримати Хузестан.
У 1411 р. вона переїхала в Шустар, перетворила його на Джалаїрську столицю і п'ять років керувала державою спільно з Шах-Махмудом, а потім організувала на нього замах і протягом трьох років державою керувала самостійно.
Після битв, які завершилися приєднанням до володінь Дьонді-хатун Хувайзи й Васіта, її ім'я почали згадувати у цих областях в хутбі й карбувати на монетах, а це означає, що її влада була узаконена.
Померла вона у 1419 р. Після її смерті султанський трон зайняв її син від Шах-Валада — Увайс II.
Під час правління їй вдалося об'єднати частину втрачених її попередниками земель на деякий час та встановити колишню могутність держави, а її сину Увайсу II вдалося завоювати Багдад. Після смерті Дьонді-хатун Джалаїрська держава проіснувала ще 13 років.